# Bitwa pod Derae
Bitwa pod Derae – pierwsza bitwa (ok. 685 rok p.n.e.) w drugiej wojnie messeńskiej pomiędzy Spartanami i Meseńczykami.
O bitwie wzmiankował Pauzaniasz w swoich Wędrówkach po Helladzie. Według niego bitwa miała miejsce w pierwszym roku II wojny messeńskiej (685–668 p.n.e.) na terenie Messeńczyków, na który wtargnęli Spartanie. Bitwa nie została rozstrzygnięta, bo żadna z walczących stron jeszcze nie zawarła sojuszy wojennych. W bitwie wielkimi bohaterskimi czynami wykazał się Aristomenes i Messeńczycy chcieli powołać go na króla, zwłaszcza że pochodził z rodu Ajpytosa. Aristomenes odmówił objęcia tronu i pozostał przywódcą armii.